# Rosalba pulchella
Rosalba pulchella là một loài bọ cánh cứng trong họ Cerambycidae.